# 道邃
興道道邃（？—？），俗姓王，長安人，唐朝僧人。早年曾在朝中任官，官拜監察御史，後捨官出家。生前有乾淑、守素、廣脩等弟子。著有大般涅槃經疏私記十卷、維摩經疏私記三卷、摩訶止觀記中異義一卷傳世。晚年長居天台山國清寺，為國清寺座主，在天台山終老，後世尊其為「興道道邃大師」、「止觀和尚」，並列為漢傳佛教天台宗第十祖。

## 生平

### 早年生活
道邃和尚為長安人，其生卒年並沒有明確記載於史料之中，俗姓王氏，其出家前曾在朝廷之中當官，官拜監察御史，後來捨榮位出家為僧，二十四歲時受比丘具足戒。

### 出家
出家後曾於秦地學戒，專心修學戒律。唐代宗大歷年間，道邃來到了佛隴依止荊溪湛然大師，他能「洞察幽玄而無所凝滯」，其對佛法的體察與思惟備受荊溪湛然大師的稱揚，甚至說他「吾子能嗣興吾道矣」，於是將《止觀輔行記》傳給道邃，希望天台止觀教法能得以宣傳，而道邃的資質更讓同為荊溪湛然弟子的元浩法師也十分地敬佩。
而對於他前往佛隴向荊溪湛然求法的過程有一個傳說，就是道邃在思學大乘佛教教法並書寫〈慈恩法華疏〉的當晚，在夢中見到一位僧人，僧人告訴他：「何不聽於天台圓頓宗旨？」夢醒後道邃將夢見的內容告訴眾人，眾人認為既然有夢了，那應該也會有徵兆，又聽說荊溪湛然大師有在宣說天台教法，於是決心前往拜會荊溪湛然。十日後在路途當中，道邃和尚行經揚州法雲寺想要在那掛單一晚，當天晚上，道邃和尚又在睡夢之中夢見一位僧人對他提醒說，荊溪湛然大師宣說《妙法蓮華經》已經要講到〈方便品第二〉了，要他前往的速度必須加快了，因此他又再加緊腳步，果然事實竟如同他在夢裡所見。
後來道邃在佛隴跟隨荊溪湛然學習五年後，荊溪湛然希望道邃「隨方而住，隨分宣傳，縱自修行亦為利益。」隨後就被人請去揚州講述法華、止觀等法門。然後就回到天台山國清寺，在路上行經越州，會見了當地的御史端公（即刺史），除此之外，道邃也在途中會見了歙州刺史，而受兩位官員拜見。到了貞元十二年（西元796年），道邃和尚回到了天台山國清寺，並在天台山居住了九年，在國清寺日日夜夜宣講《法華經》、止觀法門、大乘與小乘的戒律法門，未曾停歇。

### 最澄東渡求法
唐貞元二十年（西元804年），來自日本的最澄和尚東渡到大唐，到了明州下船後先休息半個月，就南下到台州。同年，道邃和尚受到台州刺史陸淳的邀請，到台州龍興寺講述《摩訶止觀》。最澄和尚在得知道邃和尚在龍興寺講述天台止觀教法，於是最澄前往龍興寺向道邃求法，最後最澄抄寫了天台宗教法的相關章疏二百餘部。後來最澄也前往謁見同為荊溪湛然傳人的行滿和尚，也得到了完整的天台宗的教法，於是最澄就正式成為天台宗的傳承者。
最澄在《宋高僧傳》、《佛祖統紀》、《釋門正統》等漢傳佛教的歷史相關史料當中都被認為是資質相當優秀，乃至在《佛祖統紀》中記載，邀請道邃前往龍興寺的台州刺史陸淳就對最澄求法的虔誠讚譽有加，而有了這一段話：「最澄闍梨，身雖異域，性實同源。明敏之姿，道俗所敬，觀光於上國，復傳教於名賢。邃公法師，總萬法於一心、了殊塗於三觀。而最澄親承祕密，不外筌蹄，猶慮他方學者，未能信受其說，所請印記安可不從。澄既泛舸東還，指一山為天台，創一剎為傳教，化風盛播。」同年，最澄和尚回到日本，創立日本的天台宗，融合天台宗、密宗、禪宗而成為獨特的宗派，且最澄與其徒眾遙尊道邃和尚為日本天台宗的開宗始祖。

## 教理主張
道邃和尚在當時不同的宗派、教法林立的中國漢傳佛教教界當中，其主張大乘佛教當中的戒法（即律宗），以及由達摩祖師傳到中國的禪宗、由善無畏、金剛智、不空等人傳入東土的密宗，與智顗大師的天台宗，這三種宗派的教法不應各個分別，應該要相互融合。而這樣子的主張也影響了東渡赴唐求法的最澄，導致日本的天台宗與過去中國漢傳佛教的天台教法不同，因為又再參雜了密宗、禪宗的教理。